# Piptjärnen (Junsele socken, Ångermanland)
Piptjärnen är en sjö i Sollefteå kommun i Ångermanland och ingår i Ångermanälvens huvudavrinningsområde.